# Кенжарицький сільський округ
Кенжари́цький сільський округ (каз. Кеңжарық ауылдық округі, рос. Кенжарыкский сельский округ) — адміністративна одиниця у складі Нуринського району Карагандинської області Казахстану. Адміністративний центр — село Ізенди.
Населення — 548 осіб (2021; 806 у 2009, 1014 у 1999, 1681 у 1989).
Станом на 1989 рік існувала Кенжарицька сільська рада (села Ізенди, Кенжарик, Родніки).

## Склад
До складу округу входять такі населені пункти:
| Населений пункт | Населення, осіб (1989) | Населення, осіб (1999) | Населення, осіб (2009) | Населення, осіб (2021) |
| --------------- | ---------------------- | ---------------------- | ---------------------- | ---------------------- |
| Ізенди, село    | 1153                   | 828                    | 652                    | 480                    |
| Кенжарик, село  | 325                    | 137                    | 95                     | 29                     |
| Топаркол, село  | 203                    | 49                     | 59                     | 39                     |